# Carl Jesper Benzelius
Pour les articles homonymes, voir Benzelius.
Carl Jesper Benzelius, né le 16 janvier 1714 à Uppsala et mort le 2 janvier 1793 à Strängnäs, est un théologien luthérien et professeur suédois. Il est évêque de Strängnäs de 1776 à 1793.

## Biographie
Fils de l'archevêque Erik Benzelius le jeune, Carl Jesper Benzelius est né le 16 janvier 1714 à Uppsala. Il est élevé chez son grand-père, l'évêque Jesper Swedberg. Il est ensuite guidé par son oncle Henric Benzelius à l'université de Lund et y obtient en 1738 le diplôme de maître ès arts, après quoi il passe quelques années en Angleterre, en France et en Hollande. En 1741, il devient prédicateur extraordinaire, puis ordinaire l'année suivante. Entre 1743-44, il fait de nouveaux voyages à l'étranger et séjourne surtout à l'université de Helmstadt, où il défend sa thèse sous la direction de Johann Lorenz von Mosheim, et devient docteur en théologie. En 1750, il est nommé professeur de théologie à l'université de Lund. De 1776 à 1793, il est évêque de Strängnäs. Il est par ailleurs membre du Riksdag des États en 1778 et 1786 et en 1750.